# Thaleichthys pacificus
El eulacon (Thaleichthys pacificus) es una especie de pez, la única del género Thaleichthys monoespecífico. Su nombre científico procede del griego thaleia (abundancia) y ichthys  (pez), y pacificus por ser este océano donde habita.
Excelente pescado para consumo humano y como fuente de aceite, pues representa el 15% de su peso corporal.

## Morfología
Se ha descrito una captura de 34 cm de longitud, aunque el tamaño máximo es de unos 20 cm. No presenta espinas en las aletas, distinguido por los grandes dientes caninos en el vómer y 18 a 23 radios en la aleta anal. Aleta adiposa con forma de hoz, aletas pares más largas en machos que en hembras, todas las aletas con tubérculos de cría bien desarrolladas. La coloración del adulto es marrón a azul en la parte posterior y superior de la cabeza, los lados más claros de color blanco plateado, y la superficie ventral blanca, también moteado con peritoneo es claro con motas negras. Las aletas transparentes, pectorales y caudal a menudo oscuras. Durante el desove, los peces macho tiene un reborde elevado lo largo de la parte media del cuerpo y una textura áspera, diferenciándola de la hembra que es más pequeño, más suave y más brillante.

## Distribución y hábitat
Se distribuyen por todo el norte del océano Pacífico. De comportamiento anádromo, vive la mayor parte de su vida en el mar cerca de la superficie, pero remonta los ríos para desovar. Encontrado cerca de la costa y en ensenadas costeras y ríos. Se alimenta sólo en el mar, de plancton.